# Setskogs kommun
Setskogs kommun var en kommun i Akershus fylke i östra Norge. 
Den 1 januari 1905 blev Setskog en egen kommun med 754 invånare. Den 1 januari 1966 slogs kommunerna Setskog, Aurskog, Søndre og Nordre Høland ihop till Aurskog-Hølands kommun. Setskog hade 811 invånare vid sammanslagningen.
Orten Setskog ligger längs riksvei 21, nära svenska gränsen, ca 30 kilometer rakt väster om Charlottenberg.